# 松永是
松永 是（まつなが ただし、1949年8月27日 - ）は、日本の工学者。専門は生物工学。特に、生物磁石・マリンバイオテクノロジー・生物電気化学。学位は、工学博士。国立研究開発法人海洋研究開発機構 (JAMSTEC) 理事長、早稲田大学教授。東京農工大学名誉教授、東京農工大学元学長。千葉県出身。指導学生に竹山春子早稲田大学教授など。

## 略歴
- 1964年 開成中学校卒業[6]
- 1968年 開成高等学校卒業[6]
- 1974年 東京工業大学（のちの東京科学大学）工学部合成化学科卒業（鈴木周一研究室）[7][6]
- 1979年 東京工業大学大学院総合理工学研究科電子化学専攻博士課程修了（工学博士）、日本学術振興会奨励研究員[7]
- 1980年 東京工業大学資源化学研究所助手[7]
- 1981年 米国マイアミ大学研究員[7]
- 1982年 東京農工大学工学部資源応用化学科助教授[7]
- 1989年 東京農工大学工学部物質生物工学科教授[7]
- 1994年 東京農工大学共同開発センター長 [7]
- 1995年 東京農工大学工学部生命工学科教授[7]
- 2001年 東京農工大学工学部長・大学院工学研究科長[7]
- 2003年 ヘリオット・ワット大学名誉科学博士[7]
- 2005年 マリンバイオテクノロジー学会会長[7]
- 2007年 国立大学法人東京農工大学理事・副学長[7]
- 2011年 東京農工大学学長、電気化学会会長 [7]
- 2017年 早稲田大学理工学術院教授、東京農工大学特別招聘教授[7]
- 2019年9月 国立研究開発法人海洋研究開発機構 (JAMSTEC) 理事長[8]
- 2020年9月 国立研究開発法人協議会副会長、国立研究開発法人協議会運営課題分科会長[9]

## 受賞歴
- 1993年 繊維学会賞
- 1994年 日本化学会学術賞
- 2003年 カーネギー財団カーネギーセンテナリー教授賞
- 2003年 ヘリオット・ワット大学（英国）名誉科学博士号
- 2004年 日本生物工学賞
- 2008年 東京都技術振興功労表彰
- 2025年 瑞宝中綬章[10]

## 主著
- バイオ革命は起こるか（講談社、1988年）ISBN 978-4-06-203766-2
- バイオ新素材のはなし（日刊工業新聞、1996年）ISBN 978-4-526-03815-0
- 海からの地球大変革（徳間書店、1997年）ISBN 9784198606688
- 生命工学への招待（朝倉書店、2002年）ISBN 9784254171099
- Biological Magnetic Materials and Applications (Springer Nature, 2018年)

## テレビ出演
- 世界一受けたい授業「海藻で車が走る！？海から生まれた驚異の発明！」(日本テレビ系、2007年12月8日)